# Reknes
Reknes est une ancienne ferme de Molde. Reknes a donné avec ce qui sera plus tard la ferme de Molde le tout premier port marchand de ce qui n'était pas encore la ville . 

## Histoire
À l'époque viking, l'île de Veøya était la plaque tournante du trafic de marchandise entre le sud de la Norvège et l'intérieur des terres.  Lorsque l'île perdit au XIe siècle son influence et fut désertée, Reknes prit le relais. 
Au XVIIe siècle, Reknes est devenue la propriété d'Auden Ågesson (né vers 1604, décédé 1667-1668). Le lac Audunstjørnan a été nommé d'après son nom.
L'ancien hôpital de Reknes -créé en 1713- était une léproserie avant de devenir un sanatorium en 1890.
Reknes est aujourd'hui un quartier de Molde.  On y trouve le musée du Romsdal, l'ancien stade de football du Molde FK et l'hôpital de Molde (Molde Sykehus). 